# Wilhelm Homberg
Wilhelm Homberg, född 8 januari 1652 i Batavia på Java, död 24 september 1715 i Paris, var en nederländsk-tysk-fransk kemist. 
Homberg bosatte sig 1674 som advokat i Magdeburg, studerade naturvetenskap och medicin i Italien, Frankrike och England, blev medicine doktor i Wittenberg, var 1682–88 bosatt i Paris och flyttade sedan till Rom. Där vann han stort namn som läkare, men återvände 1691 till Paris och blev samma år medlem av Institut de France. 
Homberg intar ett framstående rum i kemins historia genom många viktiga upptäckter, vilka visar god observationsförmåga, även om han inte alltid förstod att rätt tolka sina iakttagelser. Han vinnlade sig särskilt om att göra sina rön nyttiga för teknologin. 